# Pierre Boudet (homme politique, 1899-1967)
Pour les articles homonymes, voir Pierre Boudet et Boudet.
Pierre Boudet, né le 15 novembre 1899 à Saint-Vincent-Rive-d'Olt et mort le 1er février 1967 à Cahors, est un homme politique français.

## Biographie
Il est nommé secrétaire du Conseil de la République les 25 novembre 1948, 11 janvier 1949, 10 janvier 1950 et 9 janvier 1951,,,.

## Détail des fonctions et des mandats
Mandat parlementaire
- 8 décembre 1946 - 16 juin 1955 : Sénateur du Lot